# ラン・オールナイト
『ラン・オールナイト』（Run All Night）は、2015年にアメリカ合衆国で製作されたアクションスリラー映画。ジャウム・コレット＝セラが監督を務め、リーアム・ニーソン、ジョエル・キナマン、コモン、エド・ハリスが出演した。

## ストーリー
ニューヨークのブルックリンに住むジミーは、マフィアのボスであり親友のショーンに長年仕えてきた殺し屋だったが、今ではアルコールに溺れる毎日を送っている。ジミーの息子であるマイクは父親を嫌悪し遠ざけ、リムジンの運転手をしながら妻子と共に慎ましく生きていた。
ある夜、マイクがリムジン内で客の帰りを持っていると、その客が殺害される現場を目撃してしまう。客は麻薬の売人で、殺害したのはショーンの息子で麻薬取引に失敗したダニーだった。目撃者に気付いたダニーはマイクをリムジンから引きずり出し殺そうとするが、マイクはなんとか逃げ切ることに成功する。事態を知ったショーンはジミーに連絡を入れ、穏便に事を済ませようと動き始める。一方のジミーは自宅に戻ったマイクのもとに駆けつけるが、冷たくあしらわれて帰ると入れ替わりにダニーが現れる。ダニーはショーンの指示を無視してマイクを銃で撃とうとするが、来訪者に気付き戻ってきたジミーによって殺されてしまう。
ジミーからダニー殺害を知らされたショーンは、ジミーとマイクの命を狙うことを告げる。マイクはジミーを自宅から追い出し、彼の忠告を無視して警察へ通報するが、現れたのはショーンの息がかかった警官で、マイクは拘束された上に逃亡した殺人犯として報告されてしまった。ジミーはパトカーとのカーチェイスの末に警官を殺害してマイクを救出すると、既に警察は一連の殺人全てをマイクの仕業と考えていることを告げ、「一晩で決着をつける。朝を迎えたら身代わりになる」と約束し行動を開始する。
マイクに妻子の安全を確認に行かせたジミーは、ショーンと直接会ってマイクは見逃して欲しいと説得を試みる。しかしショーンは聞く耳を持たず、ジミーにも息子を喪う苦しみを味わわせると宣言してきた。ジミーはその場を脱するとマイクを妻子と共に逃がそうとするが、マイクはボクシングの教え子である少年レックスもダニーが行った殺人の目撃者だと明かし、彼を探しに向かう。訪れたアパートで聞き込みをしていると、通報で駆けつけた警官隊と、ショーンに雇われた殺し屋プライスが2人を追い立てる。
窮地を脱したジミーとマイクは、ジミーの兄エディの家を訪ねて車を借りようとする。事情を説明されたエディは、ジミーが家族を助けるはずがないと過去の所業をマイクに明かし、マイクは1人で車に乗って妻子の向かった郊外の別荘へと向かってしまう。ジミーは再びショーンを説得しようと電話を掛けるが彼の決意は固く揺るがない。ショーンの店を襲撃し、次々とかつての仲間を葬ったジミーは、遂にショーンをも手に掛ける。
朝を迎えると、事件の指揮を執るハーディング刑事のもとをレックスが訪ねていた。ダニーが銃撃する様子を捉えた映像とレックスの証言から、ハーディング刑事が事件の洗い直しを指示した直後、マイクから自首するという連絡が入る。ジミーは別荘でマイクに合流し、決着が付いたこと、警察には過去の所業も含めて全て正直に話すことを告げる。
警察を待つジミーを残してマイクが妻子と共に湖へと向かうと、別荘をプライスが襲撃してきた。満身創痍のジミーは別荘に隠していたライフルで応戦するも、重傷を負って身動きがとれなくなってしまう。マイクは警官から奪っていた拳銃でプライスを迎え撃つが、すぐに弾を撃ち尽くしてしまった。レーザーポインターがマイクの頭を捉えた時、最後の力を振り絞ったジミーの狙撃がプライスの頭を打ち抜く。力尽きたジミーの手には、今まで手に掛けてきた人物を書いたメモが握られていた。

## 登場人物・キャスト
ジミー（ジェームズ・コンロン）
演 - リーアム・ニーソン、日本語吹替 - 石塚運昇
親友のショーンに長年仕えてきた殺し屋。若い頃は「墓掘り人ジミー」の異名で恐れられたが、現在は今までの行いに対する罪悪感からアルコールに溺れ自堕落な生活を送っている。息子のマイクを救うためにショーンの息子ダニーを殺害したことで、ショーンの追手や警察から息子を守るため奔走することになる。
マイク（マイケル・コンロン）
演 - ジョエル・キナマン、日本語吹替 - 小川輝晃
ジミーの息子。リムジンの運転手をしている。幼い頃はプロのボクサーを目指していたが挫折。現在はその経験を活かして、父親のいない少年にボクシングの指導を行っている。マフィアの殺し屋だった父ジミーのことを激しく嫌悪しているが、殺人現場を目撃したことで命を狙われ、マフィアと警察から追われる身となってしまう。
ショーン・マグワイア
演 - エド・ハリス、日本語吹替 - 菅生隆之
マフィアのボス。ジミーが長年仕えてきたボスであり、唯一無二の親友でもある。街を裏で牛耳っており、警官の中には彼の言いなりになっている者もいる。過去の経験から麻薬を嫌悪している。自分の忠告を聞かない息子ダニーには手を焼いているが、それでも愛しており、彼がジミーに殺害されたことを知ると、報復としてマイクを殺すことを決める。
ダニー・マグワイア
演 - ボイド・ホルブルック、日本語吹替 - 神奈延年
ショーンの息子。自分を半人前扱いする父親を見返したいという思いが強い一方、思慮が浅く独断で行動する傾向がある。独自にアルバニア・マフィアとの麻薬取引を計画するが、父親の協力が得られなかったことで失敗。後始末として彼らを殺害するところを目撃したマイクの命を狙うが、駆けつけたジミーに射殺される。
パット・マレン
演 - ブルース・マッギル、日本語吹替 - 浦山迅
ショーンの腹心の部下。
ギャビー（ガブリエラ・コンロン）
演 - ジェネシス・ロドリゲス
マイクの妻。マイクとの間に2人の娘を授かっており、現在も男児を妊娠中。マイクへの復讐を企むショーンにより、娘共々命を狙われてしまう。
ジョン・ハーディング刑事
演 - ヴィンセント・ドノフリオ、日本語吹替 - 大川透
ジミーを長年追っている刑事。過去に起きた数々の殺人事件の犯人がジミーであると睨んでおり、彼に自首するよう促す。ショーンの策略により警官殺しの容疑がかけられたマイクと、彼を助けるジミーを追う指揮を執る。
アンドリュー・プライス
演 - コモン、日本語吹替 - 仲田隼人
ジミーを敵視している殺し屋。ショーンに雇われ、ジミーとマイクの命を狙う。最新の装備と卓越した技術で獲物を追い詰めていき、命を奪うまでは何があろうと諦めようとはしない。仕事の障害になる人間はたとえ無関係であっても容赦なく殺害する冷酷な人物。
エディ・コンロン
演 - ニック・ノルティ（エンドロールクレジット無し）、日本語吹替 - 浦山迅
ジミーの兄。傷ついて尋ねてきた弟を家に入れて一時休ませるが、殺し屋として何人もの命を奪ってきた弟を嫌悪しており、過去には親族さえも手に掛けていることをマイクに明かす。